# Anne-Marie (film)
Pour les articles homonymes, voir Anne-Marie (homonymie).
Pour plus de détails, voir Fiche technique et Distribution.
Anne-Marie est un film français réalisé par Raymond Bernard en 1935, sorti en 1936.

## Synopsis
Anne-Marie, une jeune femme ingénieur dans un bureau d'études de l'aviation civile, est apostrophée par quatre pilotes, car jugée responsable d'un défaut technique de leur modèle d'appareil. Elle leur déclare alors ne pas connaître les aspects pratiques et que son rêve est d'apprendre à voler. Les quatre hommes et deux autres (tous connus par des surnoms) décident de se relayer pour lui donner des leçons de pilotage. Ils sont un peu amoureux d'elle, mais en retour, Anne-Marie a un faible pour le côté "lunaire" et maladroit de "l'inventeur" qui conçoit des objets inutiles et ne fonctionnant pas le plus souvent.

## Fiche technique
- Réalisation : Raymond Bernard
- Scénario original : Antoine de Saint-Exupéry
- Adaptation : André Lang, Raymond Bernard
- Assistant réalisateur : Lucien Grumberg[1]
- Décors : Jean d'Eaubonne, assisté de Jean Perrier
- Photographie : Jules Kruger et Marc Fossard
- Musique : Jacques Ibert
- Son : Antoine Archimbaud
- Société de production : Auréa-Films
- Pays :  France
- Format :  Son mono  - Noir et blanc - 35 mm  - 1,37:1
- Genre : Film d'aviation, Film dramatique
- Durée : 95 minutes
- Date de sortie : 
  - France - avril 1936

## Distribution
- Annabella : Anne-Marie
- Pierre Richard-Willm : l'inventeur
- Paul Azaïs : le boxeur
- Pierre Labry : le paysan
- Abel Jacquin : le détective
- Christian-Gérard : l'amoureux
- Jean Murat : le penseur
- Odette Talazac : la bonne
- André Carnège : le général
- Enrico Glori : un homme d'affaires
- Jean Marconi
- Valentine Camax[2].